# Аеросвіт (шаховий турнір)
Аеросвіт — міжнародний турнір з шахів. Проводився з 2006 по 2008 роки. Спонсор: авіакомпанія «Аеросвіт». Турнір проводиться у Форосі (Крим).
Контроль часу — 120 хвилин кожному учаснику на всю партію з додаванням 30 сек. після кожного ходу, починаючи з першого. Місця визначаються за кількістю набраних очок. У випадку рівності очок у двох або більше учасників, місця визначаються (в порядку пріоритетів) за
- результатом особистої зустічі;
- системою Зоннеборга-Бергера;
- кількістю перемог.

## Переможці турніру
- 2006 — Сергій Рублевський
- 2007 — Василь Іванчук
- 2008 — Магнус Карлсен